# Інтернет у Південній Кореї
Станом на 2016 рік в країні мобільним інтернетом у Південній Кореї користувалося близько 45 мільйонів осіб. Завдяки передовим технологіям інтернет у країні знаходиться на високому рівні.

## Швидкість інтернету
Південна Корея є лідером по швидкості інтернету. Вона запустила мережу 5 покоління (5G), в середньому швидкість інтернету в Південній Кореї становить 76,71 Мбіт в секунду, що в 2,8 рази вище, ніж в середньому по світу — 27,2 Мбіт в секунду. Стільникові мережі нового покоління забезпечують передачу даних на швидкості в десять разів вище, ніж LTE — до 1 Гбіт в секунду. Це означає, що, наприклад, завантажити двогодинний фільм можна за 1-3 секунди. Втім, на даний момент спостерігається дефіцит пристроїв, здатних працювати в мережах 5G, через що темпи розширення користувальницької бази залишаються невисокими.

## Оператори мобільного зв'язку
У Південній Кореї три основних оператори мобільного зв'язку: KT Corporation, SK Telecom (кор. SK텔레콤), LG U Plus. У операторів KT і SK є можливість взяти в оренду Wi-Fi-роутер або навіть USB модем. Вартість оренди і величина застави залежать від обраного гаджета. При тривалій оренді передбачені суттєві знижки.

## Мережа Wi-Fi
Wi-Fi є в готелях, в кафе, в транспорті, просто на вулиці. Якщо ви придбали або взяли в оренду сім-карту будь-якого корейського оператора зв'язку, то проблем з підключенням до його точок доступу не буде. В іншому випадку більшість публічних точок вай-фай стануть доступні вам тільки за гроші.

## Korea Internet & Security Agency (한국 인터넷 진흥원, KISA)
23 липня 2009 року було створено KISA, агентство основними завданнями якого є створення безпечного соціального середовища: запобігання кібер-порушень, зломів вірусами та вторгнень в особисту інформацію. Він також встановлює систему захисту інформації, розробляє основні технології безпеки для ІТ-послуг, виконує завдання інформаційної безпеки, такі як підвищення обізнаності громадськості щодо захисту інформації та посилення її практики. Агентство сприяє підвищенню статусу радіомовлення та телекомунікацій, сприяє зміцненню міжнародної конкурентоспроможності радіомовлення та телекомунікацій. Організація складається з двох команд, двох штаб-квартир, одного центру та восьми команд, включаючи управління стратегічного планування, офіс міжнародного співробітництва, штаб-квартиру політики з питань конвергенції в інтернеті та штаб безпеки інформації в Інтернеті.